# Бородін Георгій Дем'янович
Бороді́н Гео́ргій Дем'я́нович (рос. Бороди́н Гео́ргий Демья́нович; 26 грудня 1918, Ярлуково — 31 серпня 1998) — радянський офіцер, Герой Радянського Союзу.

## Біографія
Народився 26 грудня 1918 року в селі Ярлуковому (нині Грязінського району Липецької області) в родині селянина. Росіянин. Закінчив 8 класів середньої школи. Працював теслею будівельно-монтажної контори Воронезької області.
У Червоній Армії з вересня 1939 року. Служив стрільцем охорони аеродромного майна в 1-му швидкісному бомбардувальному авіаполку в місті Ростові-на-Дону, а з лютого 1941 року — в місті Ліді Гродненської області.
Учасник німецько-радянської війни з червня 1941 року. Був стрільцем, навідником і командиром гармати, командиром вогневого взводу. Воював на Західному, Південно-Західному, Воронезькому, 1-му Українському фронтах. Член ВКП(б) з 1943 року. В боях був тричі поранений і контужений.
Брав участь:
- у 1941–1942 роках — в оборонних боях у Білорусі, в Смоленськом бої, в обороні Москви на рубежі річки Нари, в контрнаступі під Москвою;
- у 1942 році — в боях на Дону південніше Воронежа, в районі селищ Уриво-Покровського і Коротояка;
- у 1943 році — в Острогозько-Россошанській та Бєлгородській операціях, у форсуванні Дніпра із завоюванням плацдарму, у відвоюванні міста Овруча;
- у 1944 році — у Рівненсько-Луцькій та Львівсько-Сандомирській операціях, в тому числі у відвоюванні міст Сарн, Луцька, визволенні Замостя, в боях на Сандомирському плацдармі;
- у 1945 році — у Вісло-Одерської операції, в тому числі у визволенні міста Пйотркува, двічі у форсуванні Одера в районі міст Кебена (Хобен, Польща) і Штейнау (Сьцінава, Польща), в боях в межиріччі Одеру і Нейсе, в боях за вихід на річку Ельбу, в Празькій операції.

29 вересня 1943 року командир гармати 12-го винищувально-протитанкового артилерійського полку старший сержант Бородін в боях за Букринський плацдарм на чолі розрахунку під вогнем противника переправився через Дніпро в районі села Монастирка Кагарлицького району Київської області. 30 вересня, беручи участь у відбитті шести контратак противника, знищив два танки, дві автомашини, чотири кулемети і більше роти гітлерівців.
Указом Президії Верховної Ради СРСР від 16 травня 1944 року за зразкове виконання бойових завдань командування на фронті боротьби з німецько-фашистськими загарбниками і проявлені при цьому мужність і героїзм старшому сержанту Бородіну Георгію Дем'яновичу присвоєно звання Героя Радянського Союзу з врученням ордена Леніна і медалі «Золота Зірка» (№ 8033).

Могила Георгія Бородіна

У 1946 році закінчив 2-е Київське самохідне артилерійське училище імені М. В. Фрунзе. Служив командиром самохідної установки в Київському військовому окрузі. З 1948 року молодший лейтенант Г. Д. Бородін — в запасі. Закінчив партшколу при ЦК КПУ, в 1964 році — технікум залізничного транспорту. Працював інструктором вагонної дільниці Київ-Пасажирський Південно-Західної залізниці. Жив у Києві. Помер 31 серпня 1998 року. Похований у Києві на Міському кладовищі «Берківцях».

## Відзнаки
Нагороджений орденами Леніна (16 травня 1944), Червоного Прапора (20 лютого 1945), двома орденами Вітчизняної війни 1-го ступеня (28 серпня 1944; 6 квітня 1985), орденами Вітчизняної війни 2-го ступеня (28 лютого 1944), Слави 3-го ступеня (16 травня 1944), медалями «За оборону Москви», «За визволення Праги», «За перемогу над Німеччиною». Почесний залізничник.